# Disco circunestelar

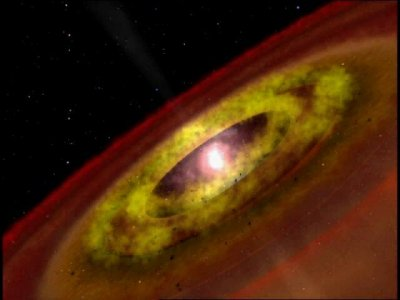
Representación artística de una estrella T Tauri con un disco circunestelar.

Se denomina disco circunestelar a una estructura material con forma de anillo o toro situada en torno a una estrella. El disco circunestelar está constituido por gas, polvo, y objetos rocosos o de hielo, denominados planetesimales. Los discos circunestelares pueden originarse durante la fase de formación de la estrella, a partir de la misma nube de gas y polvo de que se forma esta (discos protoplanetarios), y aunque la mayor parte del material es finalmente acretado por la estrella, expulsado por el viento estelar, o capturado en forma de planetas, una cantidad residual puede sobrevivir en forma de cinturón de asteroides o cinturón de Kuiper.  También puede originarse un disco circunestelar por la colisión de dos planetas o planetesimales (disco de escombros), o durante el proceso de captura del gas procedente de la atmósfera superior de una estrella compañera en caso de estrellas binarias cerradas (disco de acrecimiento). En 2004 un equipo de astrofísicos descubrió un disco circunestelar de escombros alrededor de la estrella HD 107146. Es el primero que se detecta alrededor de una estrella similar al Sol.

## Estrella joven
Según el modelo ampliamente aceptado de formación de estrellas, a veces denominado hipótesis nebular, una estrella joven (protoestrella) se forma por el colapso gravitacional de una bolsa de materia dentro de una nube molecular gigante. El material que cae posee cierta cantidad de momento angular, lo que da como resultado la formación de un disco protoplanetario gaseoso alrededor de la estrella joven en rotación. El primero es un disco circunestelar giratorio de gas denso y polvo que continúa alimentando a la estrella central. Puede contener un pequeño porcentaje de la masa de la estrella central, principalmente en forma de gas, que en sí mismo es principalmente hidrógeno. La principal fase de acreción dura unos pocos millones de años, con tasas de acreción típicamente entre 10-7 y 10-9 masas solares por año (tasas para sistemas típicos presentados en Hartmann et al.).
El disco se enfría gradualmente en lo que se conoce como la etapa estelar de T Tauri. Dentro de este disco, puede ocurrir la formación de pequeños granos de polvo hechos de rocas y hielos, que pueden coagularse en planetesimales. Si el disco es lo suficientemente masivo, comienzan las acumulaciones descontroladas, lo que da como resultado la aparición de embriones planetarios. Se cree que la formación de sistemas planetarios es un resultado natural de la formación de estrellas. Una estrella similar al sol suele tardar unos 100 millones de años en formarse.

## Sistema binario

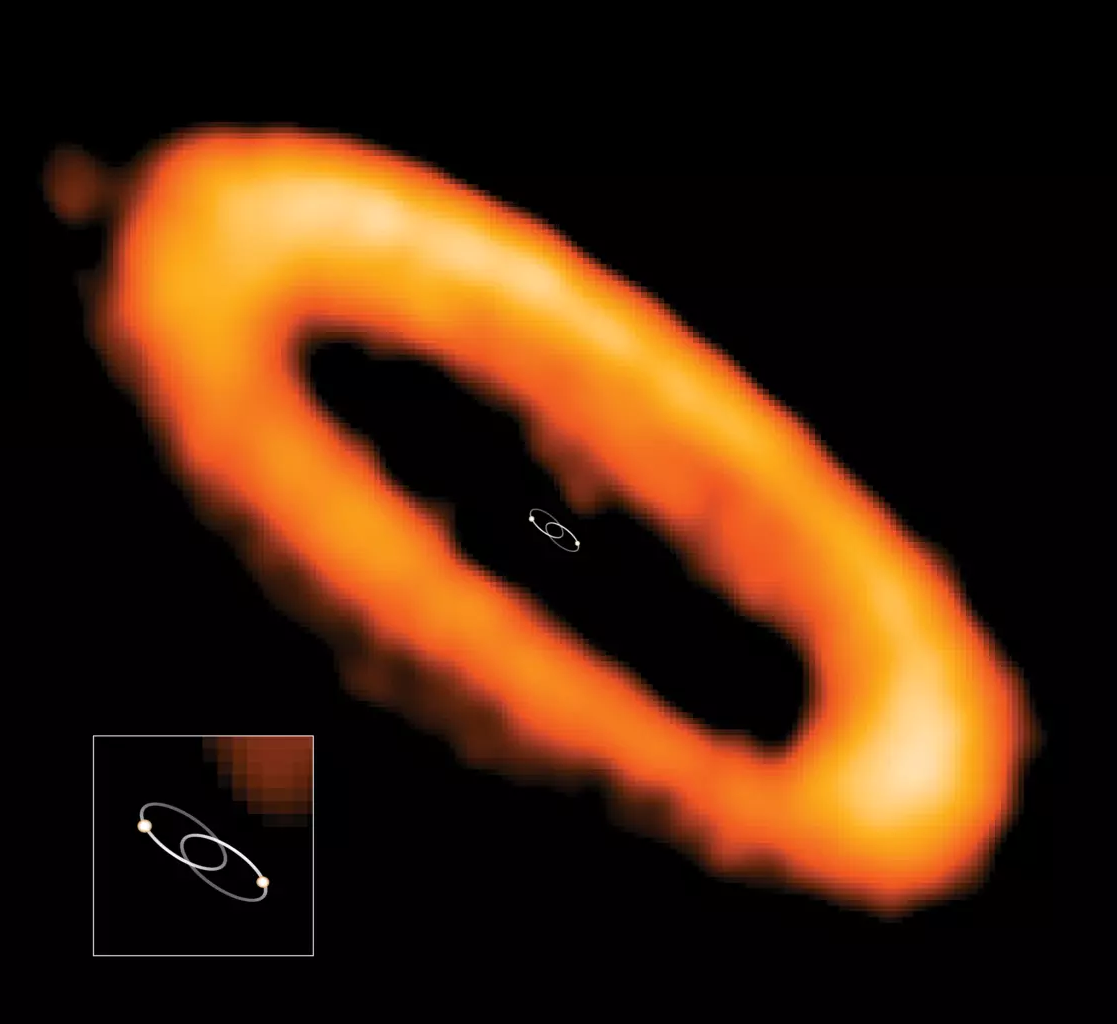
El disco circumbinario alrededor de AK Scorpii, un sistema joven en la constelación de Scorpius. La imagen del disco fue tomada con ALMA.

La caída de gas en un sistema binario permite la formación de discos circunestelares y circumbinarios. La formación de tal disco ocurrirá para cualquier sistema binario en el que el gas que cae contiene algún grado de momento angular. Se observa una progresión general de la formación del disco con niveles crecientes de momento angular:
- El disco circumprimario es aquel que orbita la estrella primaria (es decir, más masiva) del sistema binario.[3]  Este tipo de disco se formará por acreción si hay algún momento angular presente en el gas que cae.[3]
- Disco circunsecundario es aquel que orbita alrededor de la estrella secundaria (es decir, menos masiva) del sistema estelar binario. Este tipo de disco solo se formará cuando haya un nivel suficientemente alto de momento angular dentro del gas que cae. La cantidad de momento angular requerido depende de la relación de masa secundaria a primaria.
- El disco circumbinario es aquel que orbita alrededor de las estrellas primarias y secundarias. Dicho disco se formará más tarde que los discos circumprimario y circunsecundario, con un radio interno mucho mayor que el radio orbital del sistema binario. Se puede formar un disco circumbinario con un límite de masa superior de aproximadamente 0,005 masas solares,[4] en cuyo punto el sistema binario generalmente no puede perturbar el disco con la fuerza suficiente para que el gas se acumule más en los discos circumprimario y circunsecundario.[3]  Se puede ver un ejemplo de un disco circumbinario alrededor del sistema estelar GG Tauri.[5]

Una vez que se ha formado un disco circunestelar, se crean ondas de densidad espirales dentro del material circunestelar a través de un par diferencial debido a la gravedad del binario.  La mayoría de estos discos forman axisimétrica al plano binario, pero es posible que procesos como el efecto Bardeen-Petterson, a misaligned dipole magnetic field un campo magnético dipolo desalineado y presión de radiación produzcan una significativa deformarse o inclinarse a un disco inicialmente plano.
Se observa una fuerte evidencia de discos inclinados en los sistemas Her X-1, SMC X-1 y SS 433 (entre otros), donde se observa un bloqueo periódico de la línea de visión de las emisiones de rayos X del orden de 50– 200 días; mucho más lento que la órbita binaria de los sistemas de ~ 1 día. Se cree que el bloqueo periódico es el resultado de la precesión de un disco circumprimario o circumbinario, que normalmente ocurre retrógrado a la órbita binaria como resultado del mismo par diferencial que crea ondas de densidad espirales en un disco axisimétrico.
La evidencia de discos circumbinarios inclinados se puede ver a través de la geometría deformada dentro de los discos circunestelares, la precesión de los chorros protoestelares y las órbitas inclinadas de los objetos circumbinarios (como se ve en el TY CrA binario eclipsante). Para los discos que orbitan alrededor de un binario de baja relación de masa secundaria a primaria, un disco circumbinario inclinado se someterá a una precesión rígida con un período del orden de años. Para discos alrededor de un binario con una relación de masa de uno, los pares de torsión diferenciales serán lo suficientemente fuertes como para romper el interior del disco en dos o más discos de precesión separados.
Un estudio de 2020 que utilizó datos de ALMA mostró que los discos circumbinarios alrededor de binarios de período corto a menudo están alineados con la órbita del binario. Los archivos binarios con un período superior a un mes mostraban típicamente una desalineación del disco con la órbita binaria.

## Polvo

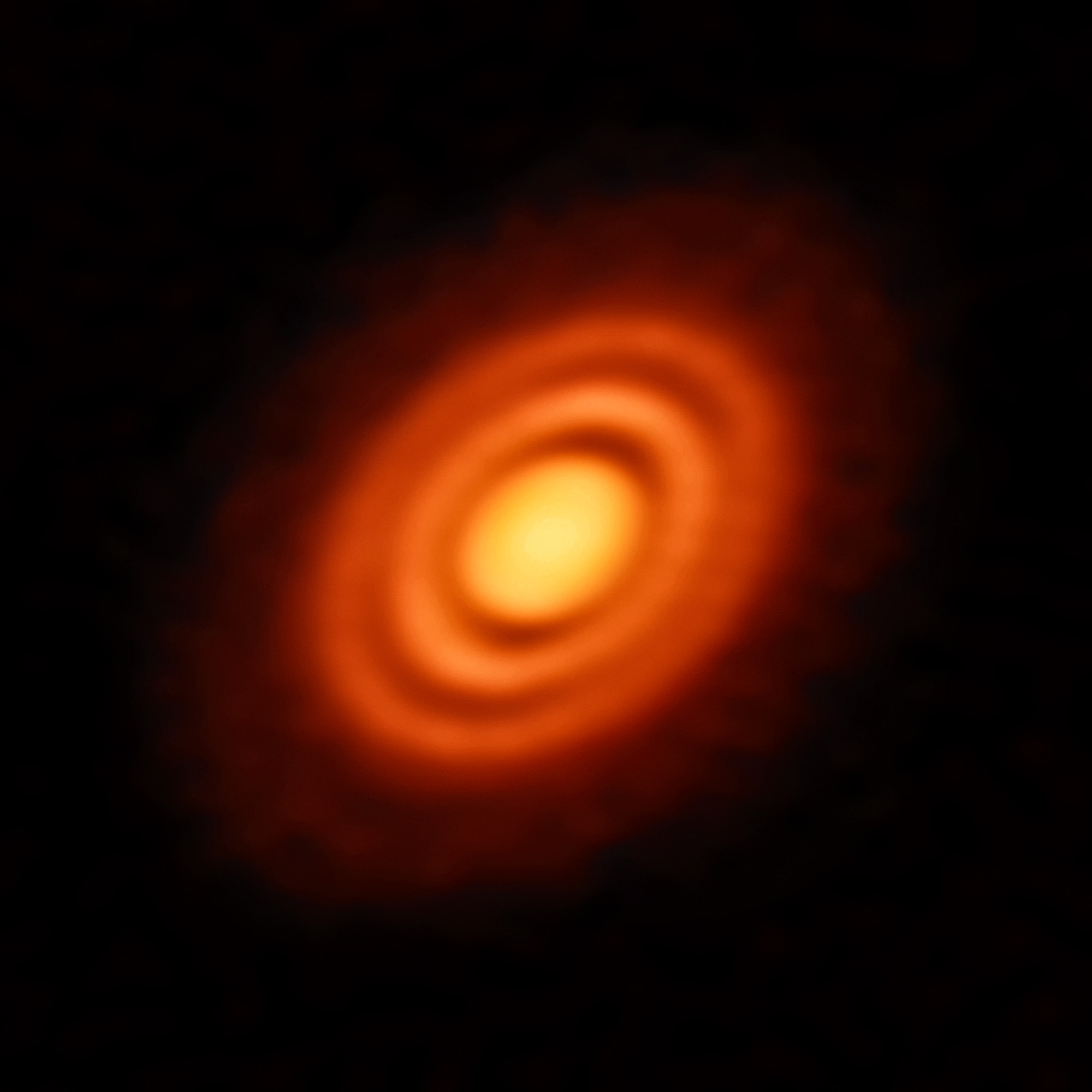
Nube primordial de gas y polvo que rodea a la joven estrella HD 163296.

Los discos de escombros consisten en planetesimales junto con polvo fino y pequeñas cantidades de gas generadas a través de sus colisiones y evaporación. El gas original y las pequeñas partículas de polvo se han dispersado o acumulado en los planetas.
La nube zodiacal o polvo interplanetario es el material del Sistema Solar creado por las colisiones de asteroides y la evaporación del cometa que los observadores de la Tierra ven como una banda de luz dispersa a lo largo de la eclíptica antes del amanecer o después del atardecer.
El polvo exozodiacal es polvo alrededor de otra estrella que no es el Sol en una ubicación análoga a la de la Luz Zodiacal en el Sistema Solar.

## Etapas

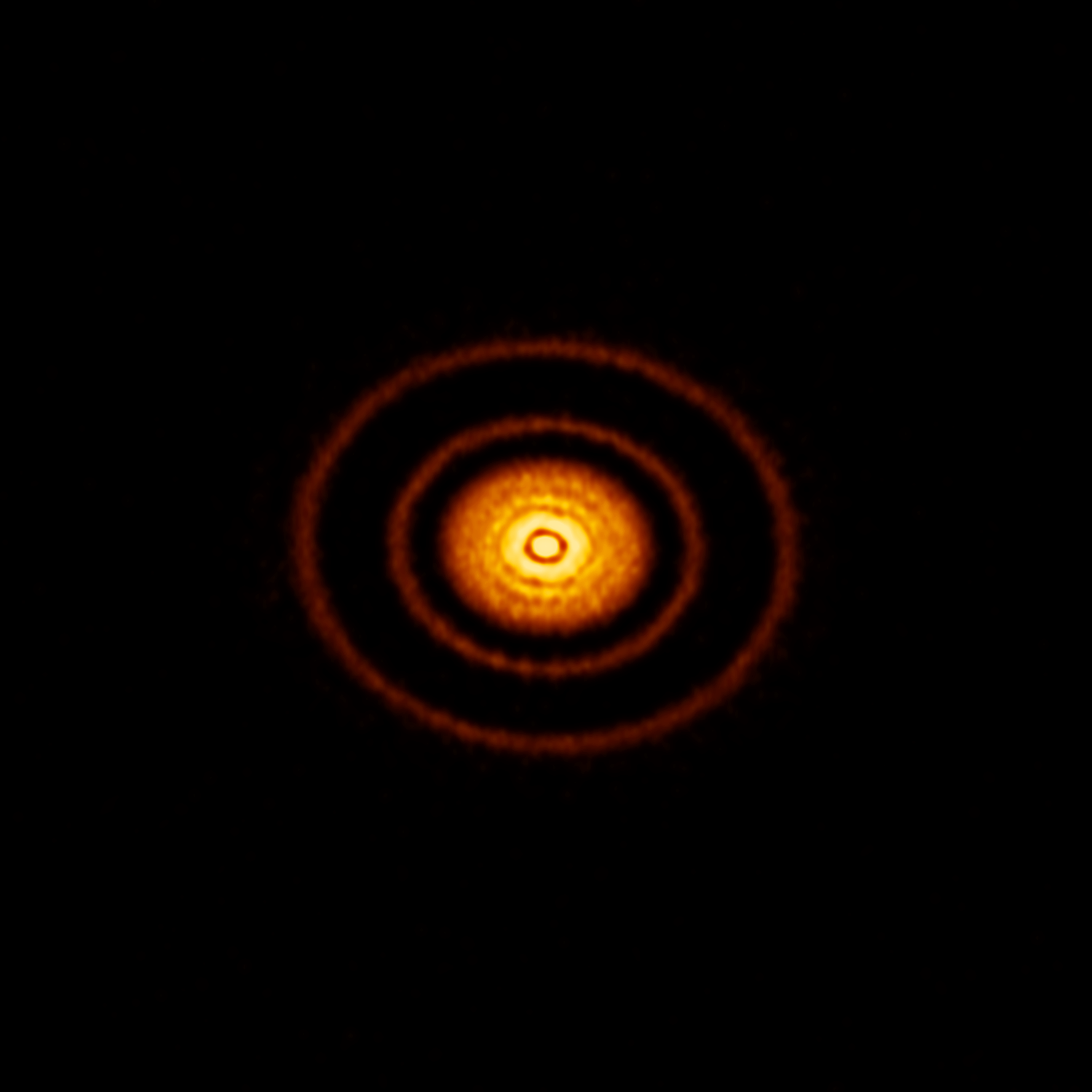
Disco protoplanetario AS 209.

Las etapas en los discos circunestelares se refieren a la estructura y composición principal del disco en diferentes momentos durante su evolución. Las etapas incluyen las fases en las que el disco se compone principalmente de partículas de tamaño submicrónico, la evolución de estas partículas en granos y objetos más grandes, la aglomeración de objetos más grandes en planetesimales y el crecimiento y evolución orbital de planetesimales en sistemas planetarios, como nuestro Sistema Solar o muchas otras estrellas.
Principales etapas de evolución de los discos circunestelares:
- Discos protoplanetarios: en esta etapa están presentes grandes cantidades de material primordial (por ejemplo, gas y polvo) y los discos son lo suficientemente masivos como para tener potencial para formar planetas.
- Discos de transición: en esta etapa, el disco muestra una reducción significativa en la presencia de gas y polvo y presenta propiedades entre discos protoplanetarios y de escombros.
- Discos de escombros: en esta etapa, el disco circunestelar es un disco de polvo tenue, que presenta pequeñas cantidades de gas o incluso ningún gas. Se caracteriza por tener una vida útil del polvo más pequeña que la edad del disco, lo que indica que el disco es de segunda generación en lugar de primordial.

## Disipación y evolución del disco

V1247 Orionis es una estrella joven y caliente rodeada por un anillo dinámico de gas y polvo.

La disipación material es uno de los procesos responsables de la evolución de los discos circunestelares. Junto con la información sobre la masa de la estrella central, la observación de la disipación de material en diferentes etapas de un disco circunestelar puede usarse para determinar las escalas de tiempo involucradas en su evolución. Por ejemplo, las observaciones del proceso de disipación en los discos de transición (discos con grandes orificios internos) estiman que la edad promedio de un disco circunestelar es de aproximadamente 10 millones de años.
No se comprende bien el proceso de disipación y su duración en cada etapa. Se han propuesto varios mecanismos, con diferentes predicciones para las propiedades observadas de los discos, para explicar la dispersión en los discos circunestelares. Mecanismos como la disminución de la opacidad del polvo debido al crecimiento de granos, fotoevaporación de material por rayos X o fotones UV de la estrella central (viento estelar), [20] o la influencia dinámica de un planeta gigante que se forma dentro del disco son algunos de los procesos que se han propuesto para explicar la disipación.
La disipación es un proceso que ocurre de manera continua en los discos circunestelares a lo largo de la vida de la estrella central, y al mismo tiempo, para la misma etapa, es un proceso que está presente en diferentes partes del disco. La disipación se puede dividir en disipación del disco interno, disipación del disco medio y disipación del disco externo, según la parte del disco considerada.
La disipación del disco interno  ocurre en la parte interna del disco (<0.05-0.1 AU). Dado que está más cerca de la estrella, esta región también es la más caliente, por lo que el material presente allí típicamente emite radiación en la región del infrarrojo cercano del espectro electromagnético. El estudio de la radiación emitida por el polvo muy caliente presente en esa parte del disco indica que existe una conexión empírica entre la acreción de un disco a la estrella y las eyecciones en un flujo de salida.
La disipación del disco medio, ocurre en la región del disco medio (1-5 AU) y se caracteriza por la presencia de material mucho más frío que en la parte interna del disco. En consecuencia, la radiación emitida desde esta región tiene una mayor longitud de onda, de hecho en la región del infrarrojo medio, lo que hace que sea muy difícil detectar y predecir la escala de tiempo de disipación de esta región. Los estudios realizados para determinar la escala de tiempo de disipación en esta región proporcionan una amplia gama de valores, prediciendo escalas de tiempo desde menos de 10 hasta 100 millones de años.
La disipación del disco exterior ocurre en regiones entre 50-100 AU, donde las temperaturas son mucho más bajas y la longitud de onda de la radiación emitida aumenta hasta la región milimétrica del espectro electromagnético. Se ha informado que las masas de polvo medias para esta región son ~ 10-5 masas solares. Los estudios de discos de escombros más antiguos (107-109 años) sugieren masas de polvo tan bajas como 10−8 masas solares, lo que implica que la difusión en los discos externos se produce en una escala de tiempo muy larga.
Tal como se mencionó, los discos circunestelares no son objetos en equilibrio, sino que están en constante evolución. La evolución de la densidad superficial {\displaystyle \Sigma } del disco, que es la cantidad de masa por unidad de área por lo que luego que se ha integrado a la densidad volumétrica en una posición determinada en el disco sobre la estructura vertical, la misma se expresa como:
{\displaystyle {\frac {\partial \Sigma }{\partial t}}={\frac {3}{r}}{\frac {\partial }{\partial r}}\left[r^{1/2}{\frac {\partial }{\partial r}}\nu \Sigma r^{1/2}\right]}
donde {\displaystyle r} es la posición radial en el disco y {\displaystyle \nu } es la viscosidad en ese punto {\displaystyle r}. Esta ecuación supone simetría axisimétrica en el disco, pero es compatible con cualquier estructura vertical del disco.
La viscosidad en el disco, sea molecular, turbulenta o de otro tipo, transporta el momento angular hacia afuera en el disco y gran parte de la masa hacia adentro, finalmente sumándola al objeto central. La acreción de masa en la estrella {\displaystyle {\dot {M}}} en función de la viscosidad del disco {\displaystyle \nu } resulta ser:
{\displaystyle {\dot {M}}=3\pi \nu \Sigma \left[1-{\sqrt {\frac {r_{\text{in}}}{r}}}\right]^{-1}}
donde {\displaystyle r_{\text{in}}} es el radio interno.